# Eva-Maria Hagen
Eva-Maria Hagen, nata Buchholz (Kołczyn, 19 ottobre 1934 – Amburgo, 16 agosto 2022), è stata un'attrice e cantante tedesca.

## Biografia
Nata nell'Ovest dell'attuale Polonia nel 1934, si è trasferita a Perleberg (Germania) dopo che l'esercito sovietico occupò il suo luogo d'origine. Perleberg divenne poi parte della Germania Est nel 1949.
Nel 1953 si è unita al Berliner Ensemble e nel 1957 ha fatto il suo debutto cinematografico nel film Vergeßt mir meine Traudel nicht. La sua carriera cinematografica la portò ad essere chiamata la "Brigitte Bardot della DDR".
Nel 1954 sposa il giornalista Hans Oliva-Hagen, da cui divorzia nel 1959. Da questa relazione nel 1955 è nata Catharina, nota come Nina Hagen, diventata poi cantautrice e attrice. È nonna di Cosma Shiva Hagen.
Nel 1965 incontrò Wolf Biermann e a causa di questa relazione con il cantautore dissidente venne messa da parte per motivi politici, nonostante il successo accumulato. Interdetta dal lavoro, le venne anche revocata la cittadinanza nella DDR nel 1977, anno in cui si trasferì nella Germania Ovest. 
Dopo la caduta del muro di Berlino, girò di nuovo film a Babelsberg e fu attiva a teatro e nel mondo della pittura.
Nel 2014 ha partecipa al doppiaggio della versione tedesca del film L'ape Maia - Il film (Maya the Bee Movie).
Si è spenta nel 2022 all'età di 87 anni.

## Filmografia parziale

### Cinema
- Vergeßt mir meine Traudel nicht, regia di Kurt Maetzig (1957)
- Soyux-111 - Terrore su Venere (Der schweigende Stern), regia di Kurt Maetzig (1960)
- La grande ruota (Das Riesenrad), regia di Géza von Radványi (1961)
- Ohne Paß in fremden Betten, regia di Vladimír Brebera (1965)
- Die Legende von Paul und Paula, regia di Heiner Carow (1973)
- Essere donne (Felix), registi vari (1988)
- Oltre il confine la libertà (Herzlich willkommen), regia di Hark Bohm (1990)
- Dinosaurier, regia di Leander Haußmann (2009)
- Lore, regia di Cate Shortland (2012)

### Televisione
- Amiche nemiche (Freundschaft mit Herz) - serie TV, 2 episodi (2002)
- Die Frau des Heimkehrers - film TV (2006)
- 4 gegen Z - serie TV, 26 episodi (2005-2006)
- Insegnami a volare (Fliegen lernen) - film TV (2012)

## Discografia parziale
- 1979 - Nicht Liebe ohne Liebe
- 1981 - Ich leb’ mein Leben
- 1989 - Michail, Michail
- 1995 - Das mit den Männern und den Frau’n
- 1996 - Wenn ich erstmal losleg…
- 1997 - Joe, mach die Musik von damals nach
- 1999 - Eva-Maria Hagen singt Wolfslieder
- 2008 - Eine Reise durchs Abenteuerland